# Aeroportul Internațional Kuching
Aeroportul Internațional Kuching (IATA: KCH, ICAO: WBGG) este un aeroport din Kuching, Kuching⁠(d), Kuching⁠(d), Sarawak, Malaysia ce deservește zona Kuching⁠(d). Aeroportul a fost tranzitat în 2021 de 839.876 de pasageri. A fost deschis în 26 septembrie 1950.
Situat la o altitudine de 89 m, aeroportul dispune de 1 pistă.

## Infrastructură

### Piste
Aeroportul dispune de o singură pistă. Pista are orientarea 07/25.